# Bristol Pegasus
Bristol Pegasus var en brittisk 9-cylindrig stjärnmotor som tillverkades av Bristol Aeroplane Company under 1930- och 1940-talen. Motorn användes i många brittiska flygplan under andra världskriget.

## Utveckling
Pegasus var en vidareutveckling av den äldre motorn Bristol Jupiter. Pegasus hade samma slagvolym som Jupiter, men tack vare mer överladdning kunde Pegasus uppnå 30 % högre varvtal. Ytterligare förbättringar som tvåväxlad kompressor och högre oktantal gjorde att man kunde uppnå en effekt på strax över 1 000 hk. Pegasus tillverkades på licens av PZL i Polen, av Alfa Romeo i Italien, av Waltrovka i Tjeckoslovakien och av NOHAB i Sverige.
Över 30 000 Pegasus-motorer tillverkades och de användes för att sätta flera höjdrekord, bland annat den första flygningen över Mount Everest år 1933.

## Användning
Bristol Pegasus har bland annat använts i följande flygplan:
- Blackburn Baffin
- Bristol Bombay
- Fairey Swordfish
- Fokker C.X
- Handley Page Hampden
- Handley Page Harrow
- Hawker Hart
- Junkers Ju 86 (Tp 9)
- PZL.23 Karaś
- PZL.37 Łoś
- Short Sunderland
- Supermarine Walrus
- Vickers Vildebeest
- Vickers Wellington Mk.I
- Vickers Wellesley
- Westland Wallace